# Вилхелм Адолф фон Брауншвайг-Волфенбютел
Вилхелм Адолф фон Брауншвайг-Волфенбютел (на немски: Wilhelm Adolf von Braunschweig-Wolfenbüttel; * 18 май 1745, Волфенбютел; † 24 август 1770 при Очаков) е принц/херцог на Брауншвайг и Люнебург и Брауншвайг-Волфенбютел, пруски генерал-майор и колекционер на книги.

## Живот
Той е шестият син (деветото дете от 13 деца) на княз Карл I фон Брауншвайг-Волфенбютел (1713 – 1780) и съпругата му Филипа Шарлота Пруска (1716 – 1801), четвъртата дъщеря на пруския крал Фридрих Вилхелм (1688 – 1740) и София Доротея фон Хановер (1687 – 1757), дъщеря на крал Джордж I от Великобритания.
Албрехт Хайнрих получава, както братята му, домашно обучение и възпитание от добри учители и професори от Collegium Carolinum в Брауншвайг. Той започва, както братята му, през 1761 г. военната си кариера като командир на компания и полковник-лейтенант в Брауншвайг. През октомври 1763 г. заедно с брат му Фридрих Август започва служба в пруската войска и става полковник. Чичо му Фридрих II го въвежда в света на войската. По това време той пише на френски стихотворението Mexikade за испанското завладяване на Мексико. Също той пише за „изкуството на воденето на война“. Въведен е във висшата математика.
През 1769 г. Вилхелм Адолф има проблеми с Фридрих Вилхелм II, понеже в неговия конфликт и съпругата му Елизабет Кристина Улрика фон Брауншвайг-Волфенбютел, е на страната на сестра си. Така той напуска пруския двор през 1770 г. и става генерал-лейтенант в руската войска. Той участва във войската на княз Пьотър Румянцев в похода против турците (1768 – 1774). Той получава инфекция и умира на 24 август 1770 г. на 25 години във военен лагер между Измаел и Очаков в Южна Русия. Неговият придружител, математикът Йохан Кристиан Лудвиг Хелвиг (1743 – 1831), закарва принца в Брауншвайг, където е погребан на 12 декември 1770 г. в херцогската гробница в катедралата на Брауншвайг.
Вилхелм Адолф има голяма библиотека от ок. 2300 тома, която се намира в „Библиотеката херцог Август в Брауншвайг“.